# Płyta paździerzowa

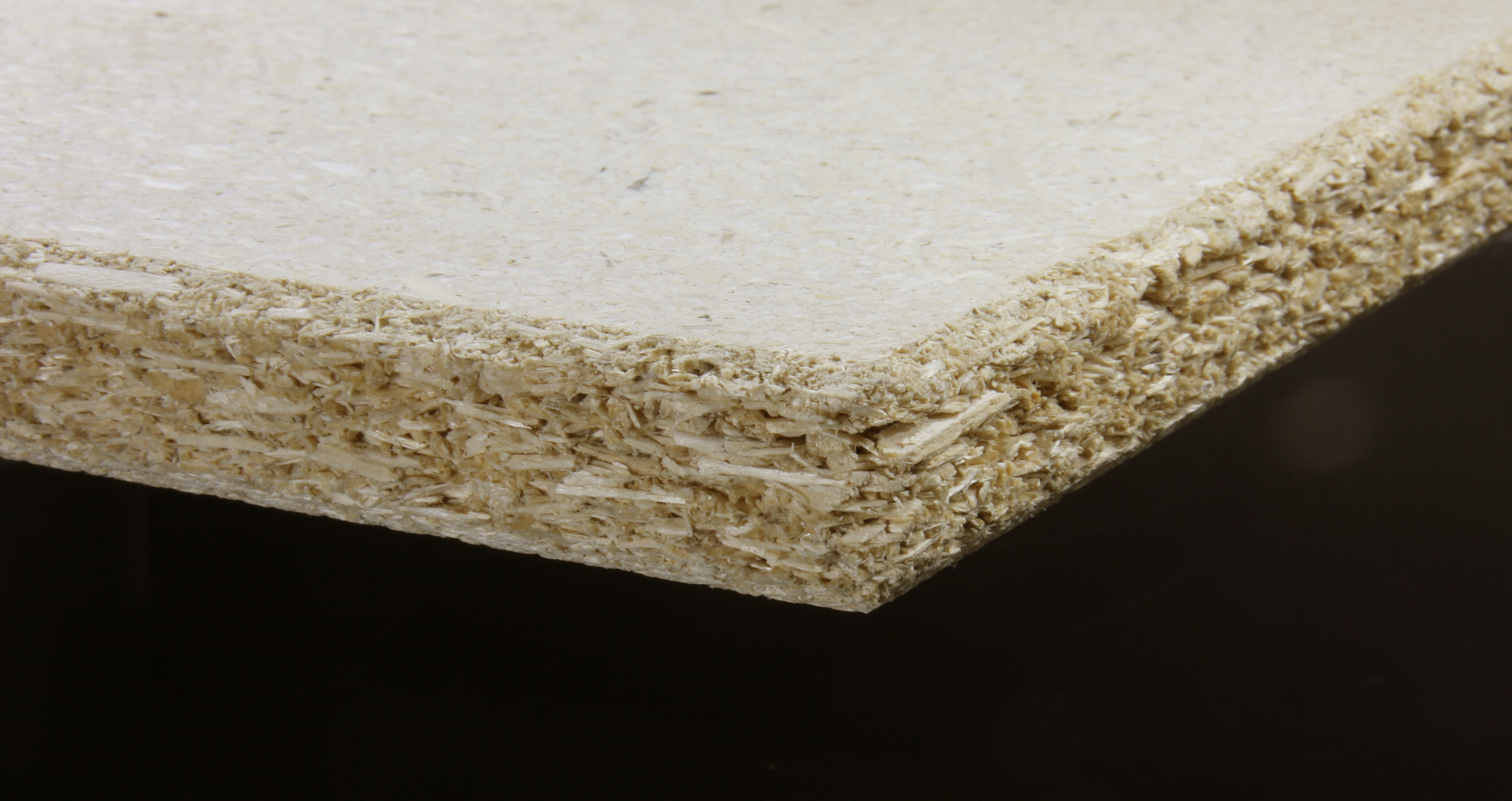
Płyta paździerzowa

Płyta paździerzowa – płyta wykonana z oczyszczonych paździerzy lnu i konopi, spajanych pod ciśnieniem przy pomocy kleju. Płyta paździerzowa stosowana jest w meblarstwie i budownictwie.